# Penny Marshall (journaliste)
Pour les articles homonymes, voir Marshall.
Ne doit pas être confondu avec Penny Marshall (réalisatrice).
Penny Marshall est une journaliste britannique.
Elle fait ses études (cycle Postgraduate) à la London School of Economics, où elle s'investit en tant qu'étudiante journaliste. Sortie de l'université, elle devient correspondante pour la télévision durant les années 1980 et 1990, pendant lesquelles elle couvre l'Europe de l'Est et l'Union soviétique. Elle y gagne un prix BAFTA ainsi qu'un Emmy Award.
Marshall est aujourd'hui présentatrice et journaliste papier pour BBC radio 4. Elle est également professeure invitée à la City University de Londres, place qu'elle cumule avec celle de correspondant indépendant pour les chaînes ITN et ITV News.

## Omarska
Pendant l'été 1992, Penny Marshall fait partie de la première équipe de télévision à découvrir des camps de détention serbes en Bosnie. Elle travaille alors pour la chaîne Channel 4 News et est accompagnée de Ian Williams et d'Ed Vulliamy du journal The Guardian. Les images ramenées par l'équipe montrent des gens qui semblent amaigris, en mauvaise santé et parqués derrière des barbelés : rappelant les camps de la mort de la Seconde Guerre mondiale, les images font le tour du monde et suscitent d'importantes réactions de la part de la communauté internationale, jusqu'à une intervention massive de l'OTAN pendant la guerre de Bosnie-Herzégovine. Le reportage télévisé remporte lInternational News Award de l'année, Marshall reçoit les médailles d'or et d'argent au festival annuel du cinéma et de la télévision à New York, ainsi qu'un nouveau BAFTA (conjointement avec Ian Williams). Les deux journalistes ont également reçu un prix spécial décerné par la revue Broadcast Magazine, ainsi qu'un Emmy Award.

## Accusations de fraude
Dans LM Magazine (en), anciennement appelé Living Marxism, le journaliste Thomas Deichmann estime que les cassettes vidéo ramenées par Marshall et Williams (qui leur ont apporté une reconnaissance internationale et ont facilité la prise de décision de l'OTAN) ont été tournées de façon frauduleuse. Il dit notamment : 

« Il n'y avait pas de fil de fer barbelé sur la grille entourant le camp de Trnopolje. Ce n'était pas une prison, et certainement pas un camp de concentration, mais un camp de transit pour réfugiés, où la plupart s'étaient rendus pour leur propre sécurité et d'où ils pouvaient partir quand ils le voulaient. Le fil de fer barbelé que l'on peut voir sur les images ne se trouvait pas autour des bosniaques musulmans, mais autour des cameramen et des journalistes. »

Dans une émission de télévision allemande diffusée le 11 octobre 1993 (« Kozarac - Ethnically Cleansed »), Marshall parle de l'impact des images qu'elle a ramené de Trnopolje : 

« Cette photo avec ces barbelés et ces hommes émaciés ont sonné l'alarme partout en Europe. Je crois que le reportage n'aurait pas causé une telle réaction s'il n'avait pas été transmis avec cette photo, bien que les faits auraient été les mêmes. »

Marshall a également expliqué que les Serbes de Bosnie ne parvenaient pas à communiquer avec la presse occidentale : « Cela a été une erreur de communication à propos des termes employés par les Serbes ». Elle n'a pas mentionné d'erreur au sujet de sa version de l'histoire de Trnopolje.
En mars 2000, Marshall et Williams remportent 150 000 livres, et ITN £75 000, lors d'un procès intenté par ITN contre LM Magazine pour diffamation à la suite de leur analyse. Les partisans du magazine condamné ont attiré l'attention sur le fait que, lors du jugement, la juge Justice Morland ait dit : « Il est clair que Ian Williams, Penny Marshall et leur équipe de télévision aient été trompés sur le fait qu'ils n'étaient pas enfermés derrière le vieux fil de fer barbelé, mais cela importe-t-il ? ». Un examen de la critique de Deichmann par un professeur de géographie enseignant à la Durham University a qualifié les thèses principales de cette critique de « fausses et erronées ». Toutefois, l'équipe d'ITN n'était pas seule lors du reportage à Trnopolje : elle était accompagnée par une équipe de télévision yougoslave, qui couvrait l'évènement pour la chaîne RTS. La vidéo réalisée par cette équipe montre un camp où les réfugiés sont libres d'aller et de venir, et montre également l'équipe d'ITN se glissant derrière des barbelés pour prendre des photos, à partir de là, de quelques réfugiés frêles, qui seront ensuite présentés comme des prisonniers semblables à ceux de la Seconde Guerre mondiale.